# 9767 Midsomer Norton
9767 Midsomer Norton è un asteroide della fascia principale. Scoperto nel 1992, presenta un'orbita caratterizzata da un semiasse maggiore pari a 3,3829647 UA e da un'eccentricità di 0,5699819, inclinata di 21,49952° rispetto all'eclittica.
L'asteroide è dedicato all'omonima località dell'Inghilterra.